# Бардем, Рафаэль
Рафаэль Бардем (исп. Rafael Bardem), он же Рафаэль Бардем-Соле (исп. Rafael Bardem Solé; 10 января 1899, Барселона, Испания — 6 ноября 1972, Мадрид, Испания) — испанский актёр. Супруг актрисы Матильды Муньос-Сампредо и отец режиссёра Хуана Антонио Бардема и актрисы Пилар Бардем. Дед актёра Хавьера Бардема.

## Биография
Родился в Барселоне 10 января 1899 года. Дебютировал на театральной сцене в возрасте двадцати лет, поступив в труппу Росарио Пино. Играл в спектаклях по пьесам «Весёлое приведение», «Случай с убитой женщиной», «Алькальд Саламеи», «Дон Хуан Тенорио» и многих других. Приобрёл широкую известность как театральный актёр.
В 1941 году дебютировал в кино с фильмом «Земля и небо» режиссёра Эусебио Фернандес-Ардавина. В дальнейшем снялся в более ста фильмах, среди которых были картины «Гвоздь» режиссёра Рафаэля Хиля, «Эта счастливая пара» режиссёров Хуана Антонио Бардема и Луиса Гарсия-Берланги.
В 1918 году актёр сочетался браком с актрисой Матильдой Муньос-Сампедро. Вместе они положили начало актёрской династии. В браке у супругов родились Хуан Антонио Бардем, ставший режиссёром, и актриса Мария дель Пилар Бардем-Муньос. Последние годы жизни актёр страдал болезнью Альцгеймера. Он умер от сердечной недостаточности 6 ноября 1972 года и был похоронен на кладбище Альмудена в Мадриде.

## Фильмография
| Год  | Фильм                            | Оригинальное название         | Роль                      | Режиссёр                         |
| ---- | -------------------------------- | ----------------------------- | ------------------------- | -------------------------------- |
| 1961 | «Любимый»                        | Cariño mío                    | Отец Мигеля               | Рафаэль Хиль, Ганс Гримм         |
| 1961 | «Влюбляться запрещенно»          | Prohibido enamorarse          | Доктор Агирре             | Хосе Антонио Ньевес-Конде        |
| 1961 | «Призраки в доме»                | Fantasmas en la casa          | Отец Кристины, Эль-Унгаро | Педро Луис Рамирес               |
| 1961 | «Помилование»                    | El indulto                    | —                         | Хосе Луис Саэнс де Эредия        |
| 1961 | «Зелёный урожай»                 | Siega verde                   | —                         | Рафаэль Хиль                     |
| 1962 | «Сын капитана Блада»             | El hijo del capitán Blood     | Священник                 | Тулио Демикели                   |
| 1962 | «История одной ночи»             | Historia de una noche         | Дон Маркос                | Луис Саславски                   |
| 1962 | «Тереса де Хесус»                | Teresa de Jesús               | —                         | Хуан де Ордунья                  |
| 1963 | «Пакт молчания»                  | Pacto de silencio             | —                         | Антонио Роман                    |
| 1963 | «Альтернатива»                   | La alternativa                | —                         | Хосе Мария Нунес                 |
| 1964 | «Четыре пули»                    | Cuatro balazos                | Хуэс                      | Агустин Наварро                  |
| 1965 | «Агент Х 1-7. Операция „Океан”»  | Agente X 1-7 operación Océano | Профессор Калверт         | Таньо Бочча                      |
| 1965 | «Миссия в Лиссабоне»             | Misión Lisboa                 | —                         | Федерико Айкарди, Тулио Демикели |
| 1965 | «Ничего никогда не случается»    | Nunca pasa nada               | Дон Марчелино             | Хуан Антонио Бардем              |
| 1966 | «Диего де Асеведо»               | Diego de Acevedo              | Отец Диего                | Рикардо Бласко                   |
| 1966 | «Потерянная женщина»             | La mujer perdida              | —                         | Тулио Демикели                   |
| 1966 | «7 пистолетов для Макгрегора»    | 7 pistole per i MacGregor     | Судья Гарланд             | Фрэнк Гарфилд                    |
| 1967 | «Доброе утро, маленькая графиня» | Buenos días, condesita        | —                         | Луис Сезар Амадори               |
| 1969 | «Любовь и другие одиночества»    | Del amor y otras soledades    | Отец Марии                | Басилио Мартин-Патино            |